# اندی میچل (بازیکن فوتبال، زاده ۱۹۹۰)
اندی میچل (انگلیسی: Andy Mitchell؛ زادهٔ ۱۸ آوریل ۱۹۹۰) بازیکن فوتبال اهل بریتانیا است.